# Paso Huemul
El paso Huemul es un paso de montaña ubicado en la zona en litigio entre Chile y Argentina en el campo de hielo patagónico sur. El paso conecta el glaciar Viedma con la localidad argentina de El Chaltén.
En su lado chileno pertenece al parque nacional Bernardo O'Higgins en la comuna de Natales, provincia de Última Esperanza, región de Magallanes y Antártica Chilena, mientras que en su lado argentino pertenece al parque nacional Los Glaciares ubicado en el departamento Lago Argentino en la provincia de Santa Cruz.
Previamente al acuerdo de 1998 entre ambos países, el lugar era considerado como un paso fronterizo entre ambos países por parte de Chile. 
Se encuentra cerca del cerro Huemul, los asentamientos más cercanos son El Chaltén en Argentina y Candelario Mancilla y Puerto Edén en Chile además del refugio Eduardo García Soto.